# Xunantunich

Die wahrscheinliche Emblemglyphe von Xunantunich (als Katyaatz Witz)

Xunantunich ist eine ehemalige Siedlung der historischen Maya-Kultur ca. 13 Kilometer südwestlich von San Ignacio in Belize auf einer Anhöhe über dem Mopan-Fluss.
Der zeitgenössisch wohl Katyaatz Witz genannte Ort war über rund 2000 Jahre durchgängig besiedelt, wuchs aber erst vergleichsweise spät durch seine enge Zusammenarbeit mit dem Königreich Naranjo während des 7. Jahrhunderts zu relativer Größe und regionaler Bedeutung heran. Die heutige Ruinenstätte stellte nur das Zentrum eines größeren Siedlungsraumes dar, der sich über viele Quadratkilometer insbesondere am Ufer des Flusses hinzog. Nach knapp 250 Jahren fiel Xunantunich im Zuge des Untergangs der Maya-Zivilisation wüst.
Der Kern der Ruinenstätte umfasst über 50 Bauten, die seit den 1990er Jahren kontinuierlich erforscht, gesichert und erschlossen werden. Insbesondere durch die 39 Meter hohe Pyramide El Castillo ist die Anlage heute eine Sehenswürdigkeit und zieht zahlreiche Touristen an.

## Quellenlage

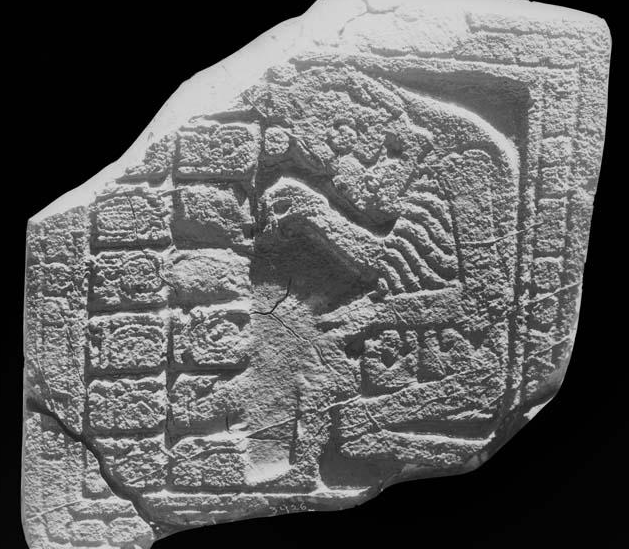
Der Altar 1 aus Xunantunich von 849, gemeinsam mit Stela 1 die letzte kalendarisch datierte Inschrift aus Xunantunich, fotografiert von Teobert Maler 1905. Der Altar wurde 1924 zur Verschiffung nach London durch Thomas Gann „zurechtgestutzt“ und dabei weite Teile des Textes zerstört.

### Vorgeschichte: Early Xunantunich (1100 v. u. Z. – 280)

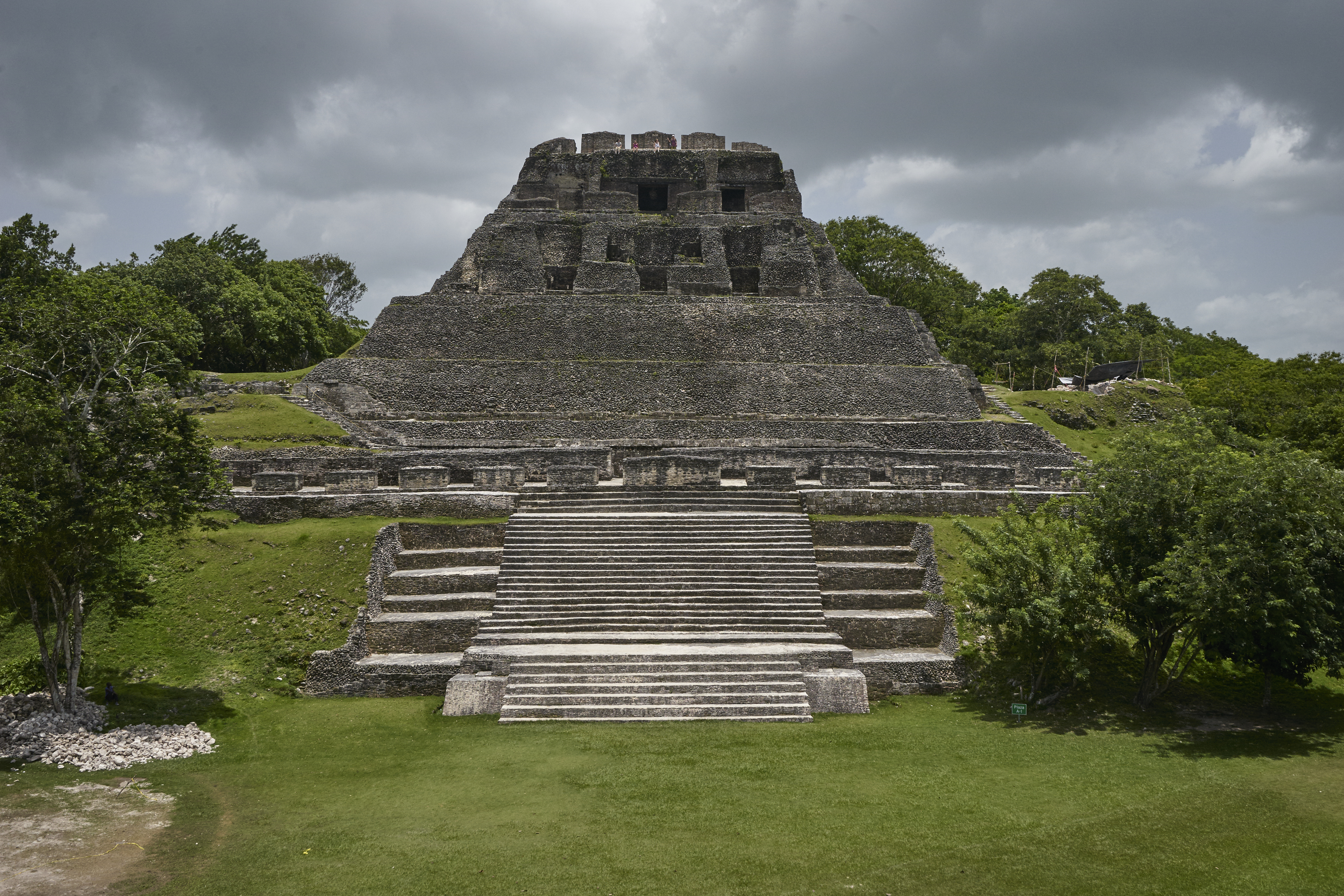
Die Pyramide „El Castillo“ von Norden.

### Aufstieg mit Naranjo (600 – 780)

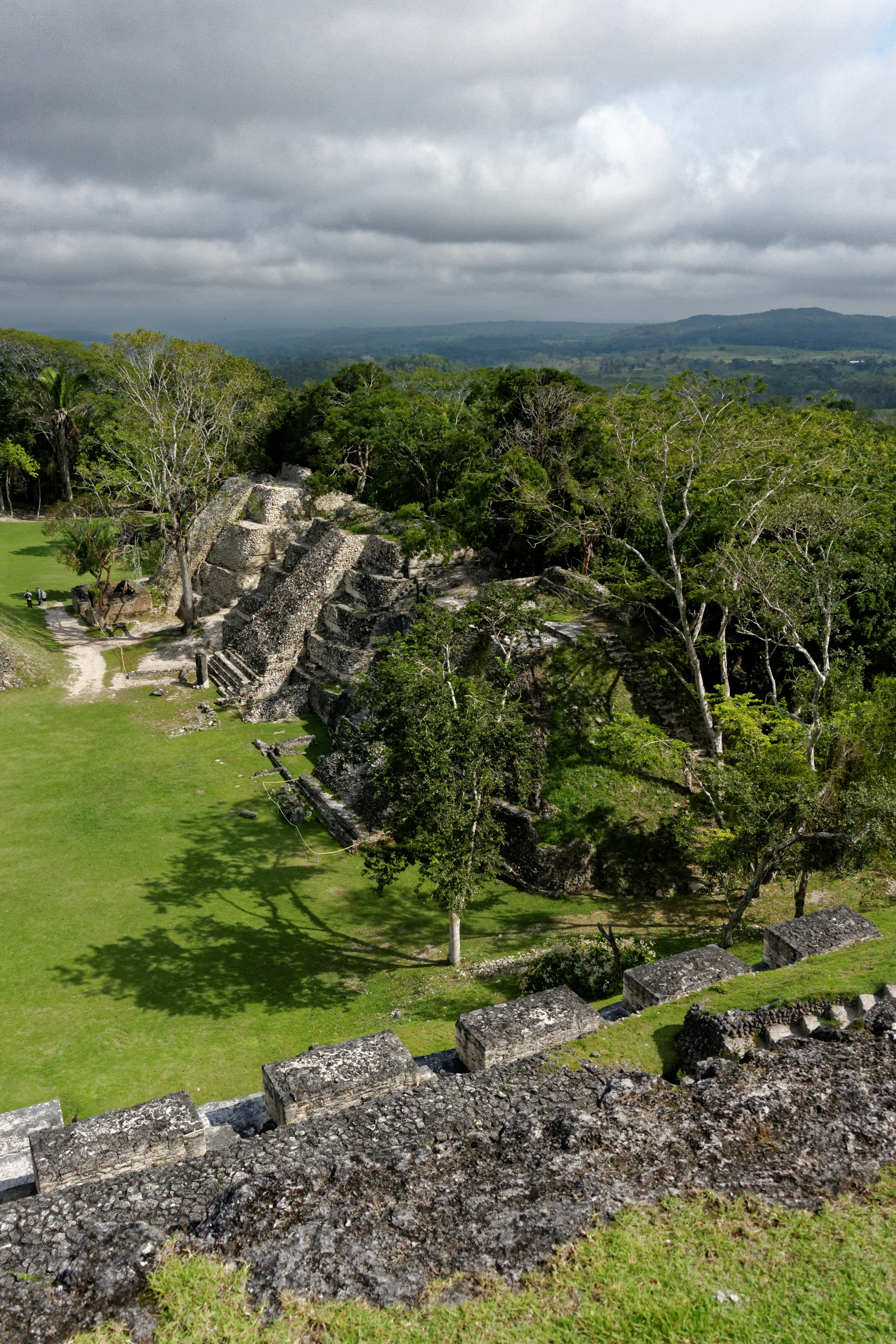
Die Pyramidengruppe im Osten der Plaza A, A-4, A-3 und A-2 (von vorne nach hinten)

### Verfall und Untergang (780 – 900)

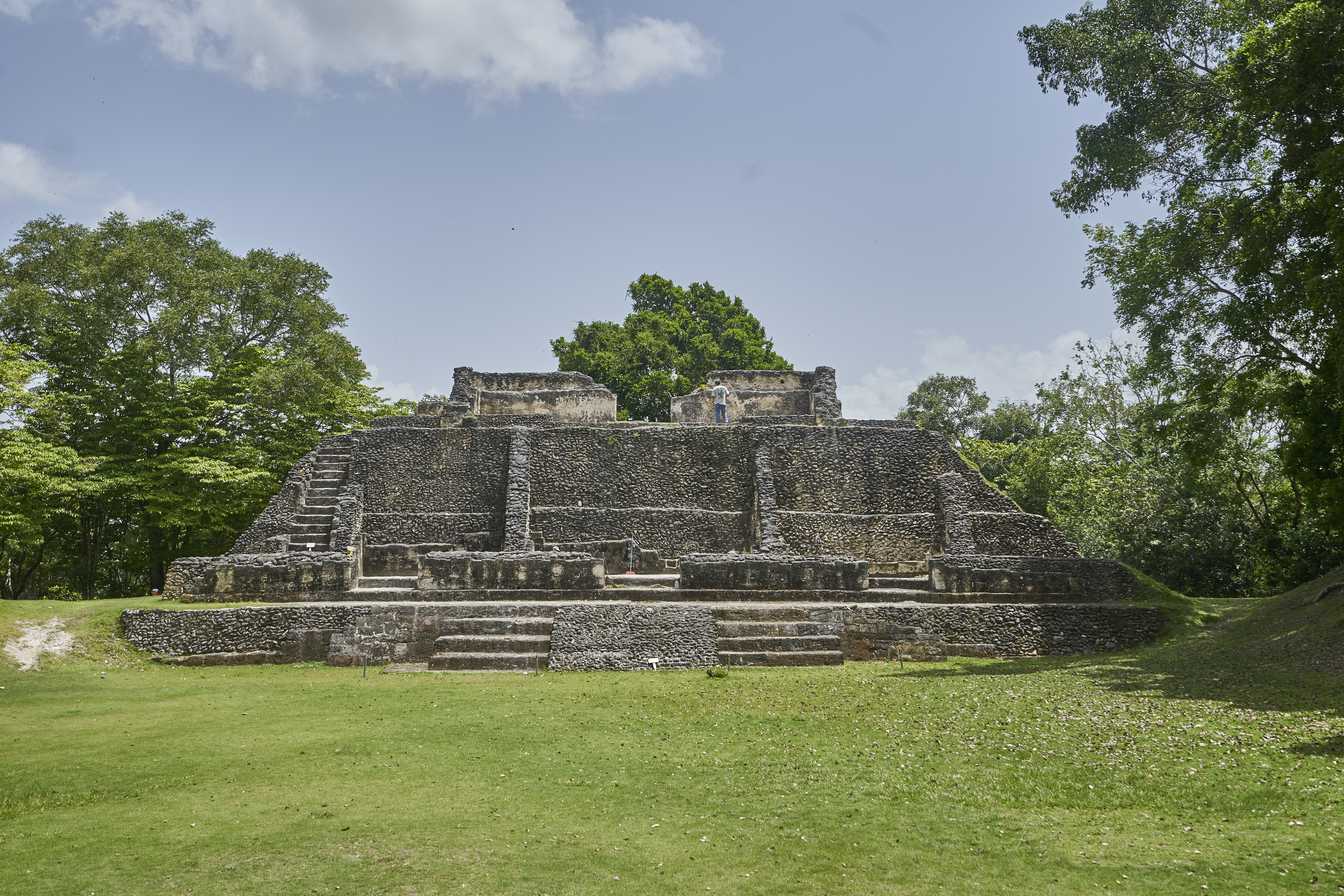
Die vorübergehende königliche Residenz, Struktur A-11

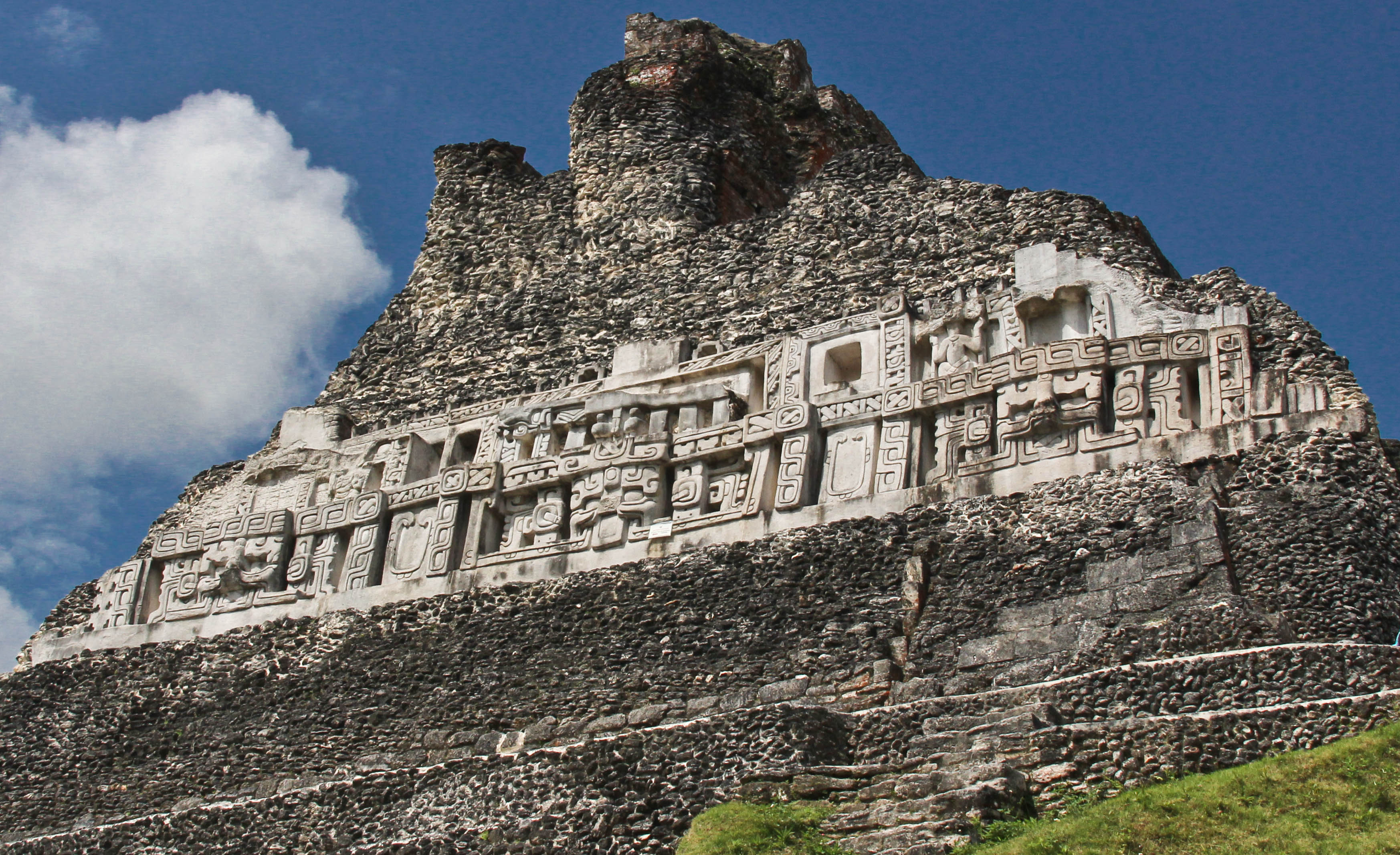
Der östliche Fries des Castillo

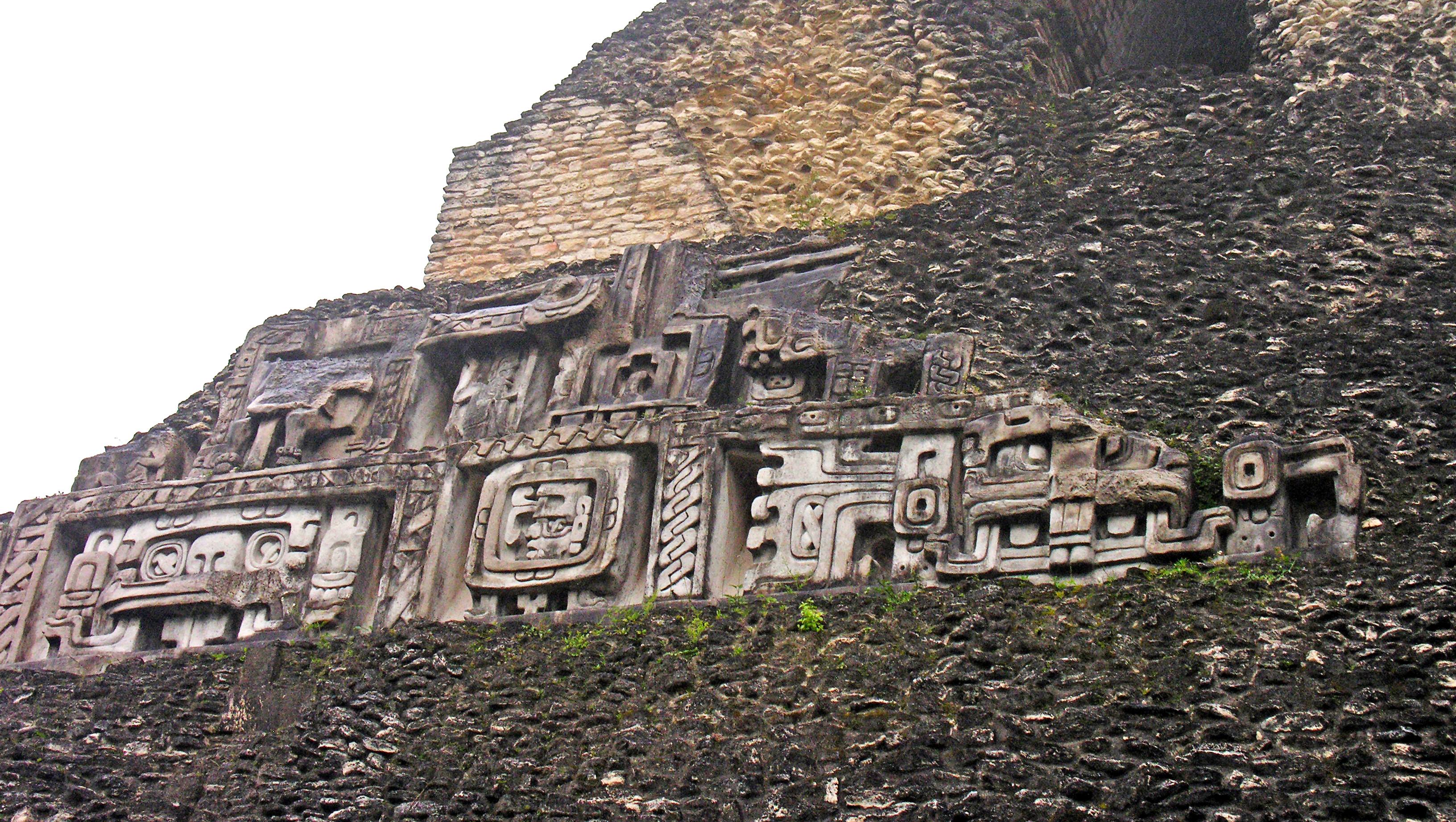
Der westliche Fries des Castillo

## Anlage

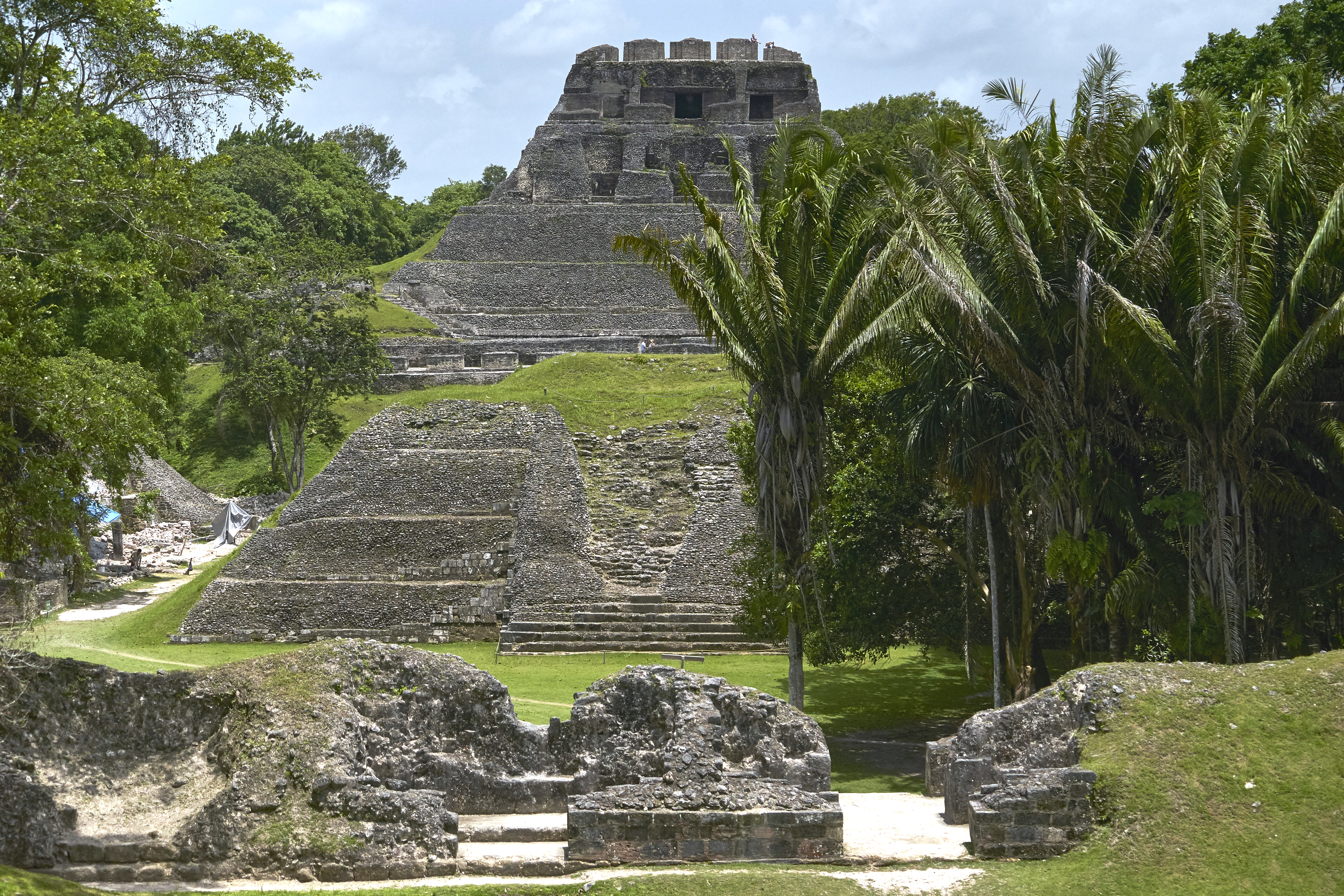
Blick von Norden über Plaza A nach Süden. Im Vordergrund die Mauer von A-13, in der Bildmitte Struktur A-1, im Hintergrund El Castillo.

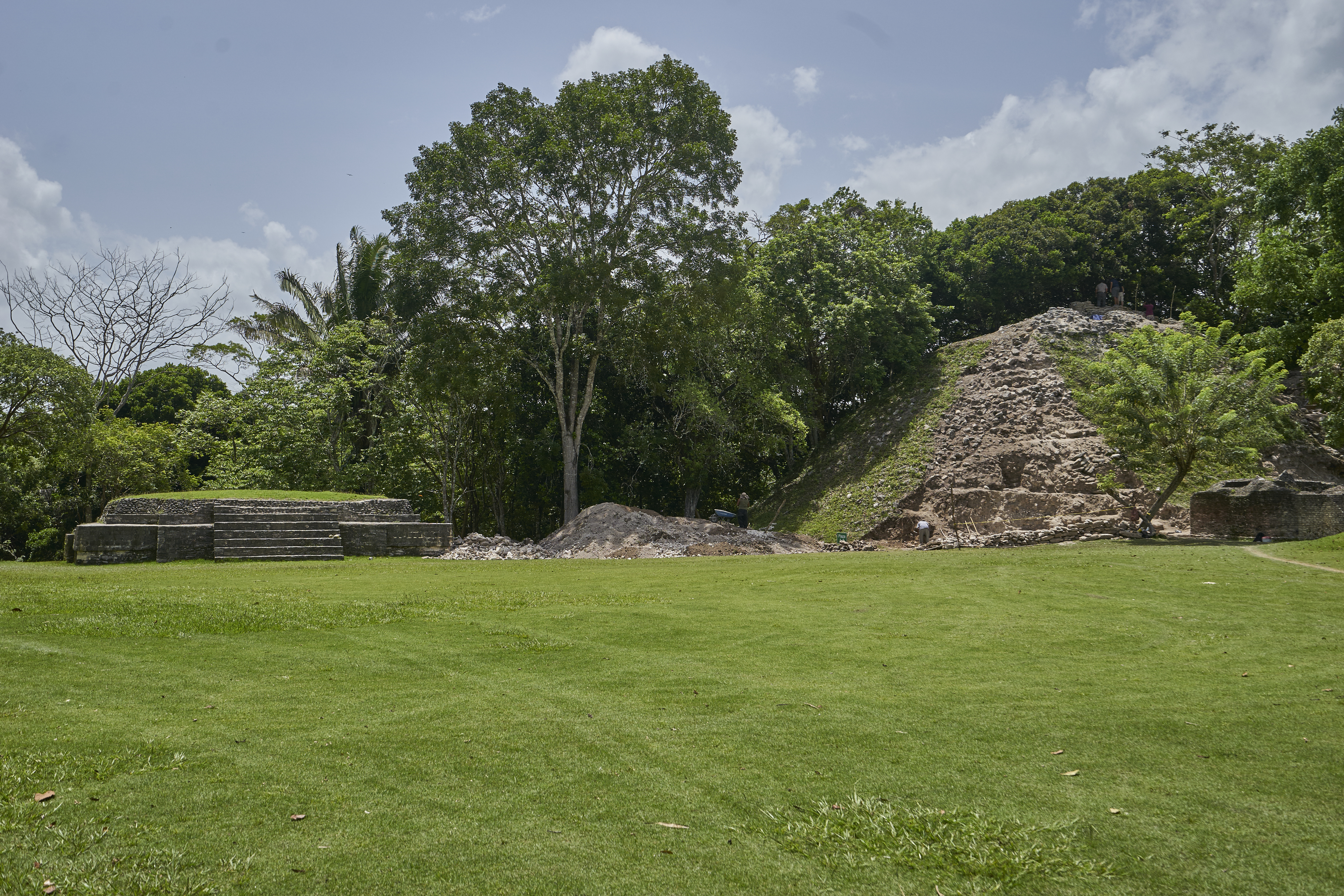
Der historische, heute überwachsene Zugang zur Plaza A-II zwischen den Strukturen A-14 (links) und A-2 (rechts)

### Plaza A

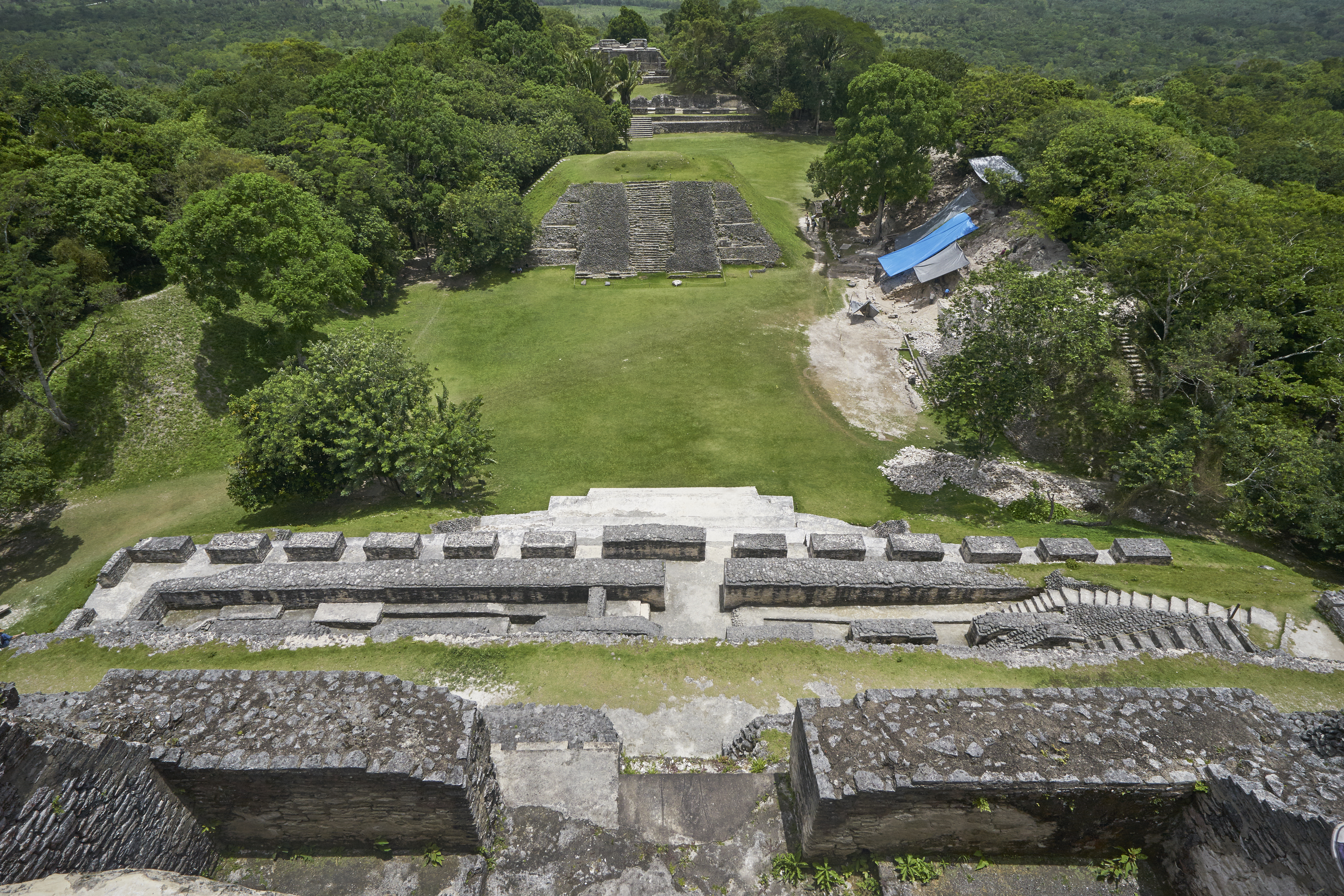
Blick von Süden über Plaza A nach Norden. Links A-7 (überwachsen), in der Mitte A-1, im Hintergrund der Palast (A-13, A-11). Rechts A-4, A-3 (mit Grabung) sowie dahinter A-2 mit vorgelagerter A-16.

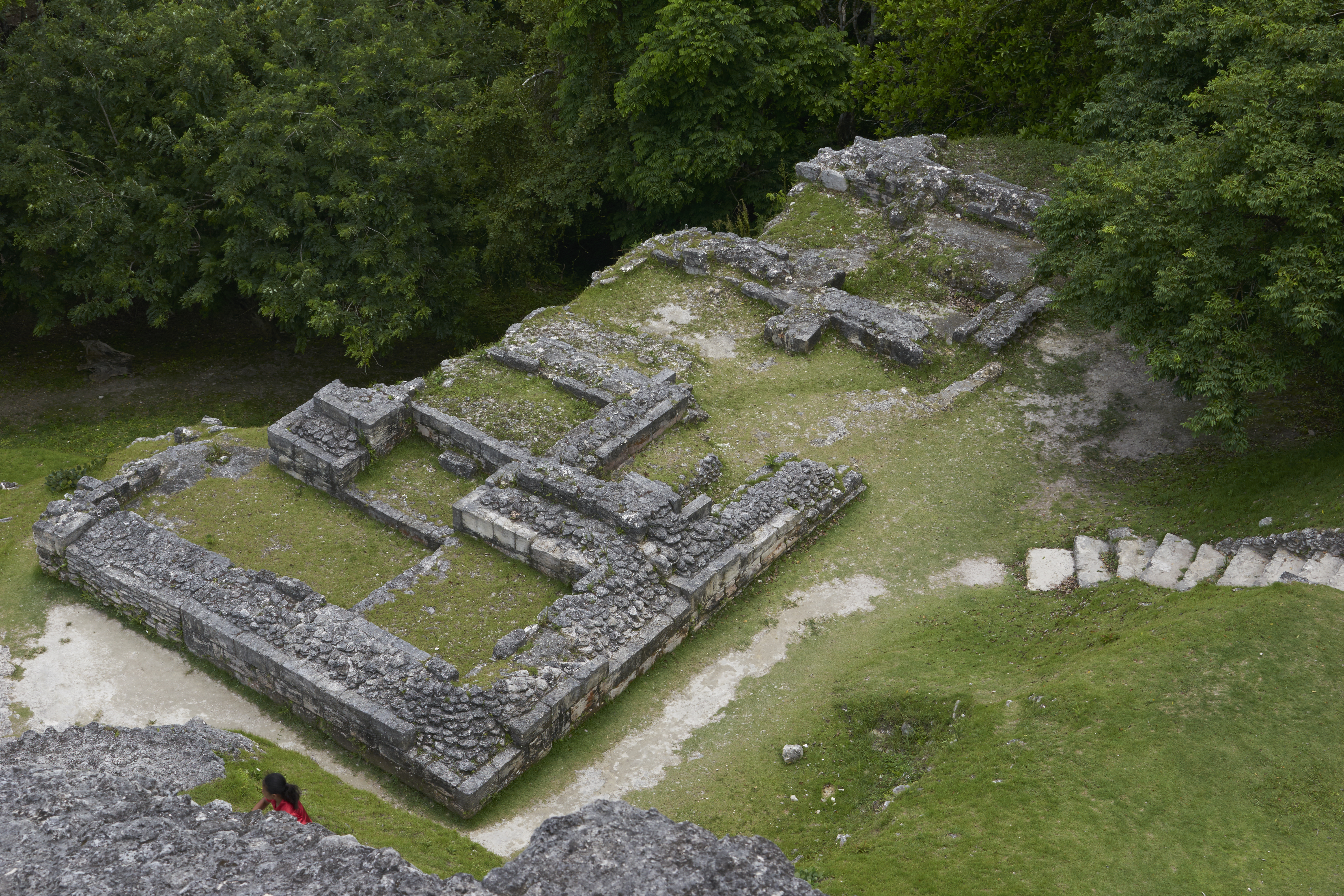
Die Struktur A-5, an der nordöstlichen Ecke des Castillo, errichtet in der Terminalen Klassik an der Stelle einer spätklassischen Schreibwerkstatt.

## Forschungsgeschichte

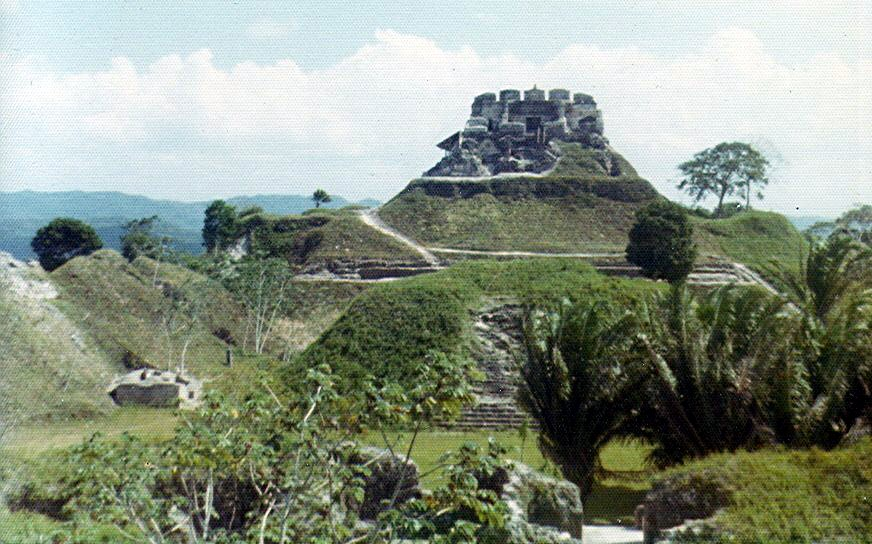
Xunantunich 1976, noch weitgehend unausgegraben - links die Triadengruppe, vorne A-1, dahinter El Castillo. Im Vordergrund der Palast